# 森田浄雲
森田 浄雲（もりた じょううん）は、戦国時代から安土桃山時代にかけての武士。

## 略歴
森田氏は伊賀国の有力豪族・伊賀十二人衆の一人。猪田郷を根拠地としていた。
織田信長の第二次天正伊賀の乱の際、一之宮城に籠城したが討死した。享年73（満71歳）。
信長に降伏して一之宮城を安堵されるが、本能寺の変後に蜂起し織田信雄に討たれた説もある。

## 遺品
- 現在伊賀上野城にはかつて浄雲が所持していた実物の甲冑が展示されている。